# Johnny's World Happy LIVE with YOU
「Johnny's World Happy LIVE with YOU」（ジャニーズワールドハッピーライブウィズユー）は、ジャニーズ事務所が2020年に行った動画配信企画。

## 概要
新型コロナウイルス感染症 (COVID-19) の流行に伴う、COVID-19感染拡大防止支援活動「Smile Up! Project」の取り組みの一つとして行われた企画である。横浜アリーナで収録されたジャニーズアーティストの無観客パフォーマンスの模様や、手洗いを推奨する振付を取り入れた楽曲「Wash Your Hands」のダンス動画などが公開された。
2020年3月29日から4月1日にかけて行われたYouTubeでの無料配信と、同年6月16日から6月21日にかけて行われた有料映像配信サービス「Johnny's netオンライン」での有料配信の2度にわたって開催された。前者はアーカイブが残されており視聴可能である。後者の視聴料金は1回につき3000円（ジャニーズファミリークラブ会員のみ2500円）で、収益金は医療従事者向けの支援活動に使われた。アーカイブ配信は1週間のみとなる。
また、同年8月26日には本配信企画の括りでJr.祭りが無料生配信された。
新型コロナウイルス感染拡大防止のため所属アーティストの公演が次々と中止になる中、ジャニーズ事務所は「感染予防を呼びかけるとともに少しでも皆様に笑顔と元気をお届けしたい」という思いで、配信でライブパフォーマンスをファンに届ける企画をスタートさせた。

## 日程・出演者

### YouTube無料配信
| 回 | 配信日時       | 出演者                                | セットリスト                                                                         | 動画       |
| -- | -------------- | ------------------------------------- | ------------------------------------------------------------------------------------ | ---------- |
| 1  | 3月29日 16時 - | Sexy Zone                             | 1. Sexy Zone 2. RUN 3. MELODY 4. Cha-Cha-Chaチャンピオン 5. 勝利の日まで 6. 勇気100% | [ 動画 1 ] |
| 1  | 3月29日 16時 - | HiHi Jets                             | 1. baby gone 2. ZENSHIN 3. 情熱ジャンボリー 4. かける                                | [ 動画 1 ] |
| 1  | 3月29日 16時 - | SixTONES                              | 1. Imitation Rain 2. Telephone 3. NEW WORLD 4. "Laugh" In the Life                   | [ 動画 1 ] |
| 2  | 3月29日 20時 - | なにわ男子                            | 1. ダイヤモンドスマイル 2. アオハル -With U With Me- 3. 2 Faced 4. 関西アイランド    | [ 動画 2 ] |
| 2  | 3月29日 20時 - | ジャニーズWEST                        | 1. ええじゃないか 2. Big Shot!! 3. YSSB 4. 青空願ってまた明日                        | [ 動画 2 ] |
| 2  | 3月29日 20時 - | 関ジャニ∞                             | 1. 今 2. 友よ 3. オモイダマ                                                          | [ 動画 2 ] |
| 3  | 3月30日 16時 - | Kis-My-Ft2                            | 1. Make you mine 2. Mr.FRESH 3. COUNT 7EVEN 4. 種                                    | [ 動画 3 ] |
| 3  | 3月30日 16時 - | 山下智久                              | 1. With You 2. 抱いてセニョリータ 3. SUMMER NUDE '13                                 | [ 動画 3 ] |
| 3  | 3月30日 16時 - | Travis Japan                          | 1. 夢のHollywood 2. Talk it! Make it!                                                | [ 動画 3 ] |
| 3  | 3月30日 16時 - | Hey! Say! JUMP                        | 1. ファンファーレ! 2. I am 3. Muah Muah 4. 我 I Need You 5. 桜咲いたよ               | [ 動画 3 ] |
| 4  | 3月30日 20時 - | King & Prince                         | 1. シンデレラガール 2. Funk it up 3. 勝つんだWIN! 4. Mazy Night 5. Super Duper Crazy | [ 動画 4 ] |
| 4  | 3月30日 20時 - | A.B.C-Z                               | 1. ボクラ～LOVE&PEACE～ 2. チートタイム 3. Vanilla 4. 砂のグラス 5. GAME OVER!!!     | [ 動画 4 ] |
| 4  | 3月30日 20時 - | KAT-TUN                               | 1. Real Face 2. GOLD 3. ハルカナ約束 4. We are KAT-TUN 5. DANGER 6. to the NEXT      | [ 動画 4 ] |
| 5  | 3月31日 20時 - | （完全密着映像+手洗い動画総集編映像） | （完全密着映像+手洗い動画総集編映像）                                                | [ 動画 5 ] |
| 6  | 4月1日 16時 -  | （スペシャルダイジェスト映像）        | （スペシャルダイジェスト映像）                                                       | [ 動画 6 ] |
| 6  | 4月1日 16時 -  | 嵐                                    | 1. season 2. A・RA・SHI 3. Happiness                                                 | [ 動画 6 ] |

出典

### Johnny's netオンライン有料配信
※各日20時より配信開始。前日となる6月15日には、YouTubeにてダイジェスト告知動画が公開された。
プレゼンターを務めたのは国分太一。各回でグループの紹介に加え、バックヤードの紹介や特効の体験なども行い、その様子も配信された。
6月16日
- V6
- 嵐
- King & Prince

6月17日
- KAT-TUN
- 関ジャニ∞
- Sexy Zone

6月18日
- NEWS
- Hey! Say! JUMP
- ジャニーズWEST

6月19日
- Kis-My-Ft2
- A.B.C-Z

6月20日
- ジャニーズJr.
  - Travis Japan
  - HiHi Jets
  - 美 少年
  - 7 MEN 侍
  - 少年忍者
  - 宇宙Six

6月21日
- KinKi Kids
- SixTONES
- Snow Man

### 緊急生配信!! Johnny's World Happy LIVE with YOU Jr.祭り 〜Wash Your Hands〜
8月26日配信。アーカイブを8月27日14:00から8月29日23:59まで公開。
- Travis Japan
- HiHi Jets
- 美 少年
- 7 MEN 侍
- 少年忍者
- Jr.SP
- ジャニーズJr.（佐藤新、基俊介、鈴木大河、松井奏、影山拓也、横原悠毅、椿泰我 他）

以下、一部パフォーマンスにサプライズゲスト出演
- 京本大我（SixTONES）
- 田中樹（SixTONES）
- 渡辺翔太（Snow Man）
- ラウール（Snow Man）